# Józef Sołtysiewicz
Józef Sołtysiewicz z domu Sołtysik, ps. „Roan”, „Murat” (ur. 13 marca 1931 w Wujskiem, zm. 24 listopada 2022 w Wołominie) – polski pułkownik służb bezpieczeństwa, dyplomata, konsul w Szanghaju (1989–1992).

## Życiorys
Józef Sołtysiewicz w latach 1947–1951 był członkiem Ochotniczych Rezerw Milicji Obywatelskiej w Załużu. W grudniu 1954 został pracownikiem Departamentu VII (ds. śledczych) Komitetu do spraw Bezpieczeństwa Publicznego w Warszawie, po czym skierowano go na sześciomiesięczny kurs Szkoły Departamentu I (ds. wywiadu) KdsBP. Następnie, od 28 lipca 1955 do 31 marca 1956, pracował w Departamencie I. Od 1 kwietnia 1956 oficer operacyjny w Departamencie II (ds. kontrwywiadu) KdsBP, a od 1 października 1957 w Departamencie I (ds. wywiadu) MSW. W 1967 awansował na zastępcę naczelnika, a w 1970 na naczelnika Wydziału IV Departamentu I, którym był do 1972. Od 1975 ponownie naczelnik wydziału w Departamencie I, od 1976 zastępca szefa Zarządu VII Departamentu I, od 1975 do 1990 naczelnik Wydziału II Departamentu I.
Od czerwca 1956 do sierpnia 1957 był na praktyce w Banku PKO. Był dyrektorem Banku PKO w Tel Awiwie, przedtem prowadząc całą agenturę na terenie Bliskiego i Dalekiego Wschodu, poza Izraelem. Od 23 listopada 1962 do 24 sierpnia 1966 był oficerem rezydentury w Waszyngtonie, oficjalnie pracując jako attaché kulturalny w tamtejszej Ambasadzie, Od 18 września 1972 do 1 października 1976 ponownie pracował w Waszyngtonie, jako rezydent wywiadu, oficjalnie na stanowisku radcy w Ambasadzie (patrz: Rezydentura „Atlantik”). Od 19 maja 1981 do 20 października 1985 kierował rezydenturą w Nowym Jorku, oficjalnie będąc radcą w Stałym Przedstawicielstwie przy ONZ. Od 1985 naczelnik Wydziału II Departamentu. Od 7 sierpnia 1989 do 1992 był Konsulem Generalnym PRL/RP w Szanghaju, będąc jednocześnie kierownikiem Punktu Operacyjnego.
Syn Szymona i Bronisławy. Pochowany na cmentarzu prawosławnym w Warszawie.